# Beecher (Míchigan)
Beecher es un lugar designado por el censo ubicado en el condado de Genesee en el estado estadounidense de Míchigan. En el Censo de 2010 tenía una población de 10232 habitantes y una densidad poblacional de 669,48 personas por km².

## Geografía
Beecher se encuentra ubicado en las coordenadas 43°5′26″N 83°42′16″O / 43.09056, -83.70444. Según la Oficina del Censo de los Estados Unidos, Beecher tiene una superficie total de 15.28 km², de la cual 15.23 km² corresponden a tierra firme y (0.32%) 0.05 km² es agua.

## Demografía
Según el censo de 2010, había 10232 personas residiendo en Beecher. La densidad de población era de 669,48 hab./km². De los 10232 habitantes, Beecher estaba compuesto por el 25.33% blancos, el 69.11% eran afroamericanos, el 0.83% eran amerindios, el 0.12% eran asiáticos, el 0.01% eran isleños del Pacífico, el 1.17% eran de otras razas y el 3.43% pertenecían a dos o más razas. Del total de la población el 3.54% eran hispanos o latinos de cualquier raza.